# Palo Cedro
Palo Cedro är en så kallad census-designated place i Shasta County i Kalifornien. Vid 2020 års folkräkning hade Palo Cedro 2 931 invånare.